# 青山忠一
青山 忠一（あおやま ただかず、1929年3月12日 - 2023年7月30日）は、日本の国文学者。文学博士（早稲田大学・論文博士・1985年）（学位論文「仮名草子女訓文芸の研究 近世前期文学の研究」）。二松学舎大学名誉教授。

## 略歴
東京市下谷区（現台東区東上野）生まれ。早稲田大学大学院国文学修士課程修了。1985年「仮名草子女訓文芸の研究 近世前期文学の研究」で早稲田大学より文学博士の学位を取得。二松学舎大学文学部教授、99年定年退任、名誉教授。近世文学専門。　
二松学舎大学落語研究会顧問でもあり、浅草演芸ホール「禁演落語の会」の解説で高座に上がってもいる。
2009年11月瑞宝中綬章受章。
2023年7月30日に死去。94歳没。

## 著書
- 『近世前期文学の研究』東出版 東選書 1966 桜楓社 1974
- 『仮名草子女訓文芸の研究』桜楓社 1982
- 『近世仏教文学の研究』おうふう 1999

### 共編
- 『資料日本文学史 近世篇』萩原恭男,田中伸共編 桜楓社 1976
- 『笑い話の本』編著 永岡書店 ナガオカパンチブックス 1978
- 『世界の笑い話 しゃれた傑作がいっぱい』編著 永岡書店 ナガオカパンチブックス 1979

### 監修
- 『ことわざ辞典 見やすい使いやすい』監修 永岡書店 1999
- 『仏教説話法話素材集成 現代世相対応』中川真昭,渡邉晃純共監修 四季社 2007

### 校注・訳
- 『日本古典文学全集 37 (仮名草子集,浮世草子集)』露殿物語(神保五弥共校注・訳)小学館 1971

## 論文
- Cinii